# Myriam Soumaréová
Myriam Soumaréová (* 29. října 1986, Paříž) je francouzská atletka, sprinterka, mistryně Evropy v běhu na 200 metrů.

## Kariéra
V roce 2007 vybojovala na mistrovství Evropy do 23 let v Debrecínu bronzovou medaili v běhu na 100 metrů, když trať zaběhla v čase 11,68 s. Stříbro získala Britka Montell Douglasová, která byla o dvě setiny rychlejší a zlato Němka Verena Sailerová, která zvítězila stejným časem jako Britka.
O rok později reprezentovala na letních olympijských hrách v Pekingu, kde byla členkou štafety na 4×100 metrů. Ve druhém rozběhu však francouzské kvarteto nedoběhlo do cíle. V roce 2009 získala na Středomořských hrách v italské Pescaře stříbrnou medaili v běhu na 100 metrů a zlato ve štafetě na 4×100 metrů.
Na Mistrovství světa v atletice 2009 v Berlíně skončila její cesta na stometrové trati ve čtvrtfinále, kde obsadila celkové 21. místo a do šestnáctičlenného semifinále se neprobojovala. Na halovém MS 2010 v katarském Dauhá postoupila do finále běhu na 60 metrů, kde obsadila výkonem 7,29 s poslední, osmé místo.
Největší úspěchy své kariéry zaznamenala na Mistrovství Evropy v atletice 2010 v Barceloně, kde vybojovala kompletní sadu medailí. Na stometrové trati vybojoval bronz v čase 11,18 s. O sedm setin sekundy byla rychlejší jen její reprezentační kolegyně Véronique Mangová a o osm setin Němka Verena Sailerová. Na dvojnásobné trati se stala mistryní Evropy, když cílem proběhla v novém osobním rekordu 22,32 s. Druhá Jelizaveta Bryzginová z Ukrajiny a třetí Ruska Alexandra Fedorivová ztratily na Francouzku 12 setin. Stříbrnou medaili poté vybojovala ve štafetě na 4×100 metrů.